# Doug DeMuro
Douglas (Doug) DeMuro (22 mei 1988) is een Amerikaanse youtuber.
Voor zijn YouTube-kanaal maakt DeMuro voornamelijk video's over bijzondere of opvallende auto's. Op enigszins humoristische wijze laat hij van iedere auto de opvallendste eigenschappen zien, die hij de quirks and features noemt. Daarna maakt hij een ritje met de auto en deelt hij zijn ervaringen. Zijn video's sluit hij veelal af door de auto een score te geven, de zogenoemde DougScore.